# 法國國鐵BB 36000型電力機車
BB 36000型电力机车是法国阿尔斯通公司为法国国家铁路公司设计制造的一种多电流制干线电力机车，适用于供电制式为1500伏直流电、3000伏直流电和25千伏工频单相交流电的电气化铁路，在1996年至2002年共制造了60台。
BB 36000型机车是在BB 26000型双电流制电力机车基础上发展而成的三电流制客货通用电力机车，采用了交流传动技术、GTO逆变器变频调速、异步牵引电动机，具有轮盘制动的牵引电机全悬挂、轮对空心轴四连杆弹性传动装置。

## 参看
- BB 26000型电力机车